# Плохой парень (фильм, 2001)
«Плохой парень» (кор. 나쁜 남자, Nappeun Namja Наппын намджа) — седьмой художественный фильм южнокорейского режиссёра Ким Ки Дука.

## Сюжет
«Плохой парень» рассказывает историю человека, который влюбился с первого взгляда в девушку и превратил её в проститутку.
Противоречивый эпилог «Плохого парня» — это союз дерзости и красоты. Ким Ки Дук объясняет, что финальная сцена фильма изображает новый мир, который два главных героя обрели, отвергнув свой:
она отказалась от ложных ценностей среднего класса, а он — от не менее ложной романтики преступного мира.
Все хотят родиться в хорошей среде, прожить и умереть достойно. Но в жизни может произойти нечто, что ворвется в Вашу жизнь без предупреждения. Действия других людей могут перевернуть вашу жизнь, и Вы привыкнете к ней помимо воли. В 2001 году в бешеном городе, несмотря на все попытки держать себя в узде, я с удивлением обнаружил, что я тоже живу, как «плохой парень».

Главный герой фильма — человек, который от рождения излучает несчастье. Человек мрака… тот, который с невинным взором разрушает жизнь женщины. Его действия настолько жестоки, что кажется, это дьявол. Я предпочитаю называть это судьбой.Ким Ки Дук

## В ролях
- Чо Джэхён
- Со Вон
- Ким Юнтхэ
- Чхве Донмун
- Ким Чонъён
- Нам Гунмин